# Róbert Semeník
Róbert Semeník (né le 13 janvier 1973) est un footballeur international slovaque.